# ازازیل
ازازیل یک مجموعهٔ ایرانی در گونهٔ معمایی، جنایی و ترسناک به کارگردانی حسن فتحی، نویسندگی مسعود خاکباز و تهیه‌کنندگی حسن خدادادی محصول سال ۱۴۰۳ است. پریناز ایزدیار، بابک حمیدیان و پیمان معادی نقش‌های اصلی این مجموعه را ایفا می‌کنند.

## داستان
دکتر شوکا مهرجویی(پریناز ایزدیار) در شب تولد همسرش مانی پاشایی(بابک حمیدیان)، با وقایع رازآلودی از جمله مفقودشدن یکی از همسایه‌هایشان، مرجان روبه‌رو می‌شود. سرگرد بهروز شریفی(پیمان معادی) متوجه ارتباط این ماجرا با مفقودشدن افراد دیگر می‌شود و به سرنخ‌هایی می‌رسد که به تدریج پرونده را وارد مسیری پیچیده و غیرعادی می‌کند.

## بازیگران
| بازیگر            | نقش          |
| ----------------- | ------------ |
| پریناز ایزدیار    | شوکا مهرجویی |
| پیمان معادی       | بهروز شریفی  |
| بابک حمیدیان      | مانی پاشایی  |
| گوهر خیراندیش     | مهری         |
| علی مصفا          | دکتر         |
| بابک کریمی        | سرهنگ        |
| مریم سعادت        | خانم اخوان   |
| الهام کردا        | منیر         |
| کتانه افشاری نژاد | مرجان        |
| احترام برومند     | مادر شریفی   |
| محمود پاک‌نیت      | پدر شریفی    |
| محمد بحرانی       | پرویز        |
| پاشا جمالی        | حمید         |
| بهناز نازی        | زن ناشناس    |
| بهرنگ علوی        | مهران        |
| بیتا خردمند       | همسر مهران   |
| کیوان محمدی       | امیر پاشایی  |
| محمدرضا فتحی      | پدرام        |
| سمیرا سیاح        | نامزد بهروز  |
| هدیه آزیدهاک      | رؤیا         |
| فرشید زارعی فر    |              |
| مهران نائل        | تراپیست      |
| مهسا باقری        |              |
| زهرا فراهانی      |              |
| گیلدا ویشکی       | همسر پدرام   |
| علی سخنگو         | همسر فرزانه  |

## تولید
در آبان‌ماه ۱۴۰۲ خبری مبنی بر ساخت سریالی به نام ازازیل به نویسندگی «مسعود خاکباز»، تهیه‌کنندگی «حسن خدادادی» و کارگردانی ابوالحسن داوودی منتشر شد. پس از مدت کوتاهی، «ابوالحسن داوودی» به دلیل مشغله‌کاری از کارگردانی این اثر انصراف داد و کارگردانی به حمیدرضا قربانی واگذار شد.

تصویربرداری این سریال به کارگردانی «حمیدرضا قربانی» با انتخاب بازیگران در سکوت‌خبری آغاز شد. پریناز ایزدیار و بابک حمیدیان از جمله بازیگرانی بودند که جلوی دوربین وی رفتند. پس از مدتی «حمیدرضا قربانی» به دلیل اختلاف با تهیه‌کننده از کارگردانی ازازیل کنار گذاشته شد و کارگردانی به حسن فتحی واگذار شد.

«حسن فتحی» پیشنهاد ساخت سریال را قبول کرد. با یک شرط که ساخت سریال توسط او با رضایت کامل «حمیدرضا قربانی» باشد. بعد از کسب رضایت قربانی، حسن فتحی بازنویسی فیلمنامه را آغاز نموده و کارگردانی اثر را بر عهده گرفت.
«پریناز ایزدیار» و «بابک حمیدیان» در کنار محسن تنابنده، گوهر خیراندیش، محمد بحرانی و مریلا زارعی به عنوان بازیگران این مجموعه انتخاب شدند تا جلوی دوربین حسن فتحی قرار بگیرند.
پس از مدتی در حالی که فیلمبرداری «ازازیل» آغاز شده بود، محسن تنابنده به دلیل ساخت مجموعه «پایتخت» از بازی در این سریال انصراف داد و پیمان معادی جایگزین وی شد.

این سریال در شهرهای مختلفی همچون تهران، بوشهر و قشم جلوی دوربین رفت. در اواسط فیلم‌برداری، شکستن پای پیمان معادی فیلمبرداری این سریال را با مشکل مواجه کرد و پس از دوران نقاهت معادی، مجدداً فیلمبرداری این اثر از سر گرفته شد.
سرانجام در ۱۵ دی ۱۴۰۳، تبلیغات این اثر آغاز شد تا در ۲۸ دی‌ماه و در روزهای «جمعه» توسط پلتفرم نماوا منتشر شود.

## حواشی

### سانسور
یک ماه پیش از پخش سریال «ازازیل»، روابط عمومی «ساترا» در خبری اعلام کرد که «حسن فتحی» به همراه تهیه‌کننده سریال، برای دریافت مجوز انتشار اثر به جلسه ساترا رفته‌اند. در این جلسه مقرر شده بود که مجوز انتشار سریال با اعمال برخی اصلاحات صادر شود و بن سازهٔ منتشرکننده تا قبل از انجام این اصلاحات، اجازه انتشار سریال را ندارد.

### پویش تبلیغاتی سریال
در ۱۶ دی ۱۴۰۳ بهرنگ علوی در ویدیوئی مدعی شد به‌خودرواش حمله شده است و درحالی‌که شیشه ماشینش شکسته، عروسک سفید و پارچه‌ای در ماشینش قرار گرفته که در دستان عروسک یادداشتی قرار دارد که روی آن جملاتی تهدیدآمیز نوشته و یک نشانی قرار داده شده است. او عنوان کرد این ماجرا را پیگیری خواهد کرد و به نشانی که در نامه قرار داده شده خواهد رفت.
چند روز بعد این ماجرا ادامه پیدا کرد و علوی در فیلم جدیدی اعلام کرد طبق نشانی که در نامه بود با دوستش به کلاردشت آمده تا پشت پرده ماجرا را کشف کند. او در فضایی وهم‌آلود به عمارتی ترسناک می‌رسد و بعد از انتشار این فیلم بود که خبری دربارهٔ ناپدید شدن بهرنگ علوی منتشر شد، خبری که خیلی‌ها را نگران کرد.
 پس از مدتی مشخص شد، «بهرنگ علوی» که یکی از بازیگران سریال «ازازیل» است، پویش تبلیغاتی این سریال را بر عهده دارد و تمامی این ویدئوها و بخشی از تبلیغات این سریال بوده است.
 پویش تبلیغاتی سریال «ازازیل» نه تنها توجه گسترده‌ای از سوی مخاطبان جلب کرد، بلکه با ایجاد فضایی مناسب برای معرفی سریال، زمینه‌ای ایده‌آل برای پخش آن فراهم ساخت. این نوآوری و خلاقیت «بازخوردهای مثبتی» از سوی «متخصصان صنعت تبلیغات» و «افکار عمومی» به همراه داشت. البته برخی از افراد که هنوز آمادگی مواجهه با چنین سبک‌های جسورانه تبلیغاتی را نداشتند، به انتقادهایی پرداختند. این پویش با استفاده از عروسک‌های ترسناک مرتبط با فضای داستان سریال، ابتدا در شبکه‌های اجتماعی و سپس در مکان‌های عمومی مانند مجتمع‌های تجاری سروصدای زیادی به پا کرد.»
 «حسن فتحی» در واکنش به پویش تبلیغاتی پرحاشیه این سریال توسط بن سازه اعلام بی‌خبری کرد و در صفحه اینستاگرامش فرسته ای منتشر کرد و نوشت: «بارها در گفتگو با همکاران و رسانه‌ها بر این نکته تأکید کرده‌ام که جنس تبلیغات رسانه‌ای پلتفرم‌ها باید با شرایط روحی و ذهنی جامعه منطبق و همسنگ باشد، از ماجرای تبلیغی پیشامد کرده تا دیشب کاملاً بیخبر بودم و اساساً نیازی به این دست از تبلیغات نمی‌بینم؛ عطر آنست که خود ببوید نه آنکه عطار بگوید.»